# Helge Lindberg (sångare)

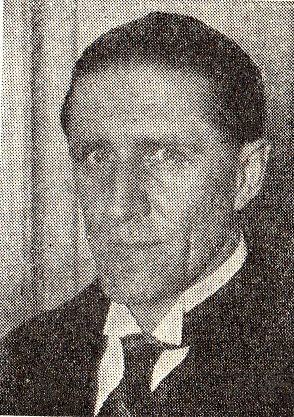
Helge Lindberg.

Helge Igor Lindberg, född 1 oktober 1887 i Helsingfors, död 3 januari 1928 i Wien, var en finländsk sångare (baryton).
Lindberg utbildade sig i Italien, Wien och Frankfurt am Main, var i flera år sånglärare i Stuttgart och företog från 1917 konsertresor, till Stockholm 1922. 
Lindbergs barytonröst var stor till omfång och med mäktig klang samt bärig även i det finaste mezza voce; med sin andhämtningsteknik kunde han utföra Georg Friedrich Händels svåraste koloraturarior och i ett enda andedrag sjunga några tiotal takter samt därunder låta tonstyrkan falla till pianissimo och åter svälla ut. 
Lindbergs stilkänsla gjorde honom till en erkänd mästartolk av Johann Sebastian Bach och Georg Friedrich Händel, men han framförde även moderna sånger av skilda slag. Han gav konserter i alla europeiska musikcentra och uppträdde även på operascenen (i Budapest och Wien). Han dog i lunginflammation.